# Церковь Марии Магдалины (Рига)
Церковь Марии Магдалины — одна из рижских католических церквей. Расположена на участке территории Старого города (улица Клостера, д. 2) между католической кафедральной церковью святого Иакова и Рижским замком, рабочей резиденцией президента Латвии.

## Шведский период
Точный год постройки остаётся неизвестным, предположительно, это произошло не раньше конца XIV века и не позже начала XV века. Церковь Марии Магдалины была приписана к цистерцианскому женскому монастырю, который также датируется началом XV века (в народе его именовали «монастырём поющих дев» — там содержались незамужние дочери богатых бюргеров и помещиков, а также их вдовы).
Цистерцианский женский монастырь был закрыт в 1582 году, и это событие оказало влияние на историю церкви Марии Магдалины. С течением времени церковь приходила в упадок, её помещения больше не использовали для богослужений (поскольку после упразднения монастыря её некому было использовать). Период забвения продолжался до 1621 года, когда последовало окончательное целенаправленное разрушение культового здания, осуществлённое при взятии Риги шведскими войсками не без ведома легендарного шведского короля-завоевателя Густава II Адольфа. Однако вскоре после 1632 года была восстановлена по приказу того же Густава II Адольфа — это условие было оговорено в специальных пунктах, составленных после заключения Альтмаркского перемирия, подведшего черту затяжному шведско-польскому конфликту (привилегии Густава II Адольфа).
Тем не менее, отстроенная шведскими гарнизонными архитекторами церковь начала новый этап в своей конфессиональной карьере. Дело в том, что после завершения строительных работ (в общей сложности они заняли семь лет — с 1632 по 1639 год) она была незамедлительно освящена как шведская лютеранская гарнизонная церковь. В строительстве новой лютеранской церкви для нужд шведского гарнизона принимали участие мастера из латышского цеха каменщиков. Кстати, напротив армейской церкви в тот же исторический период располагалась королевская лютеранская церковь святого Якова, которая предназначалась для более богатых и представительных прихожан.

## Православная церковь
Бомбардировка 1710 года разрушила монастырь и после того, как в Ригу, 14 июля 1710 года, торжественно вошли войска первого российского генерал-фельдмаршала Бориса Петровича Шереметьева, на уровне царской власти (имеется в виду личность Петра Первого) было принято решение из развалин монастыря выстроить православную церковь св. Алексея, Божия человека. Таким образом, следует отметить важный этап в эволюции церковного здания: небольшая лютеранская церковь для нужд шведских легионеров в одночасье превратилась в главную православную церковь края (поскольку предыдущая, рижская Николаевская церковь, была закрыта магистратом ещё до официального начала Ливонской войны, а после разорена по окончании военных действий шведским королём Густавом II Адольфом).
Церковь была поименована в честь Алексия человека Божьего по распоряжению Петра Первого — фактически она была посвящена небесному покровителю отца Петра Первого, Алексея Михайловича Тишайшего, воевавшего со шведами в пятидесятые годы XVII века. Известно, что первый прославленный рижский генерал-губернатор Аникита Иванович Репнин, был захоронен в православной Алексеевской церкви, правда, служащие церкви не могут указать на конкретное место захоронения. Кстати, сын фельдмаршала Аникиты (который лично принимал активнейшее участие в лифляндской кампании Петра в рамках Северной войны), молодой генерал Василий Аникитич Репнин, подававший большие надежды в войне с французами и отправленный на помощь союзникам-австрийцам в 1747 году, скончался на обратном пути и также был захоронен в Алексеевской церкви.
Именно в период Российской империи церковь приобретает нынешний архитектурный облик. В 1746 году начинаются масштабные работы по реконструкции здания единственной на тот момент рижской православной церкви. Заказ на реконструкцию выполняет известный лифляндский архитектор Николай Васильев (1706 — ?), который зарекомендовал себя при перестройке рижского петровского дворца для нужд дислокации Брауншвейгского (Голландского) почётного легиона, ротмистром которого был барон Иеронимус фон Мюнхгаузен. Некоторые другие источники утверждают, что церковь подверглась перестройке в период с 1751 по 1761 год. Архитектор Васильев создал проект башни и алтарной части, который был признан успешным и реализован. Что касается фасада и интерьеров церкви, то они были перестроены в барочных формах также по решению рижского зодчего.
По определению Святейшего Синода от 19-26 апреля 1896 года при Архиерейском доме в Риге был учреждён монастырь, с закрытием Алексеевского прихода и обращением бывшей приходской церкви во имя святого Алексия, человека Божия, в монастырскую церковь.

## Здание сегодня
После провозглашения независимости Латвии и прихода многих рижских церквей в запустение в результате сложной политической ситуации, в 1923 году православная Алексеевская церковь по решению нового правительства передаётся католическому приходу. В 1929 году остзейский архитектор Артур Мёдлингер, ученик Пекшенса, продолживший работать в Риге в новых условиях, существенно переработал шпиль васильевской башни. В настоящее время церковь носит имя Марии Магдалины, к ней примыкает женский францисканский монастырь, который ранее являлся православным Алексеевским мужским монастырём.
Церковь является трёхнефным зданием зального типа. Её отличают узкие боковые нефы. В нефы встроены декоративно обработанные эмпоры (церковные балконы). Корпуса цистерцианского монастыря до наших дней не сохранились.
|  |  |  |  |  |
|  |  |  |  |  |